# Château Ksara

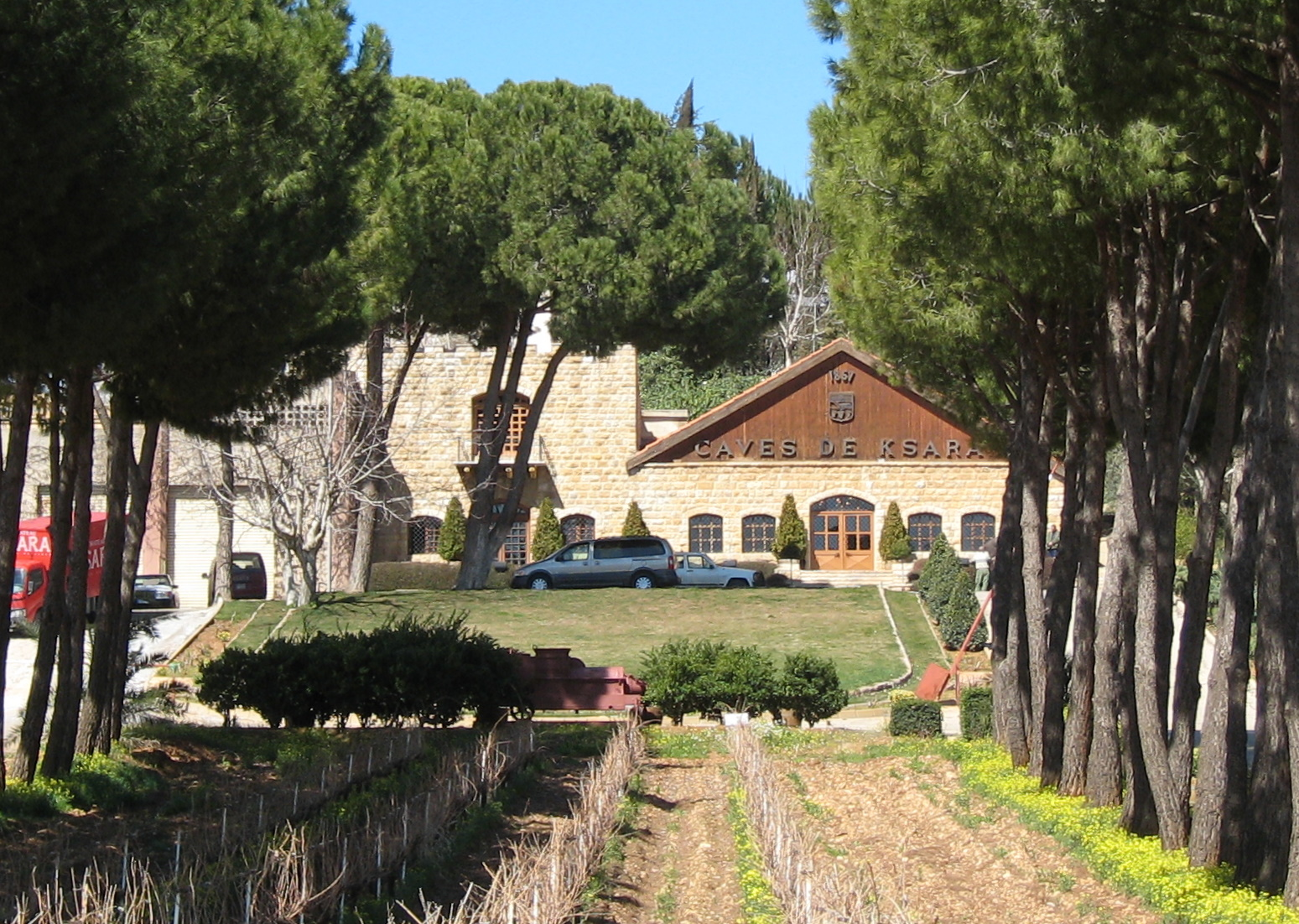
Die Domaine. Rechts das Eingangsportal in die unterirdischen Keller

Château Ksara ist neben Château Musar und  Château Kefraya eines der drei auch international bekannten Weingüter im Libanon. Es liegt im Norden der Bekaa-Ebene nahe der Stadt Zahlé. Benannt ist es nach einer nahegelegenen Kreuzritterfestung, die im Libanon Ksar genannt werden. Das bereits 1857 von Jesuiten gegründete Weingut ist das älteste und größte derartige Unternehmen im Libanon. Es wurde 1973 in eine Aktiengesellschaft umgewandelt und hält heute im Libanon einen Marktanteil von etwa 35 Prozent.

## Geschichte und Gegenwart

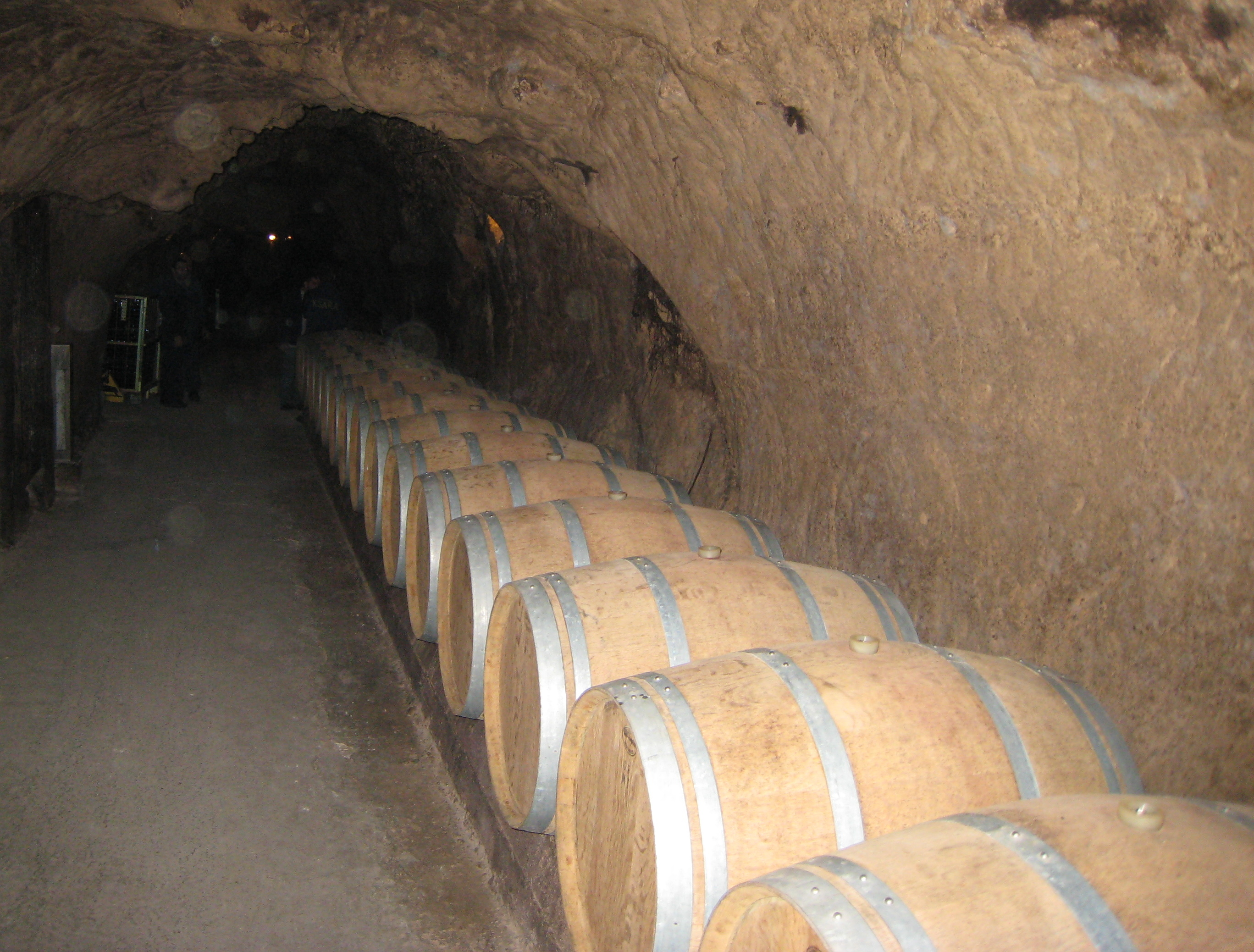
In den unterirdischen Kellern

Weinbau hat in der Bekaa-Ebene eine lange Tradition, die wahrscheinlich bis in die Zeit der Phönizier zurückreicht. Auch die heute noch in Verwendung stehenden unterirdischen Keller, die erstmals während der römischen Herrschaft im Libanon ausgebaut wurden, wurden lange bevor das Weingut historisch fassbar wird, ebenfalls als Weinkeller genutzt. 1857 kamen die Kellersysteme und etwa 20 Hektar, vor allem mit autochthonen Reben bestockter Rieden in den Besitz der Jesuiten, die die Anbau- und Kellereimethoden modernisierten und eine Reihe neuer, vor allem französischer Rebsorten, einführten. Zu Beginn produzierten sie hauptsächlich süßen Messwein aus Cinsault. Zusätzlich erwarben sie ein größeres Gebiet in der Nähe von Tanail, etwas südlich der Ksara-Güter. Weitere, kleinere Gebiete wurden nach und nach aufgekauft, sodass die Gesamtrebfläche etwa 67 Hektar erreichte. Die bereits vorhandenen unterirdischen Keller wurden während des Ersten Weltkrieges weiträumig ausgebaut und haben heute eine Länge von mehreren Kilometern. 1973 wurde das Gut auf Grund eines vatikanischen Erlasses privatisiert und in eine Aktiengesellschaft umgewandelt. Viele der Rieden werden aber auch heute noch von den Jesuiten kultiviert. Während des Bürgerkrieges kam die Weinproduktion im Château Ksara fast völlig zum Erliegen. Nach dessen Ende wurde 1991 die gesamte Kellerei modernisiert und mit James Palgé ein Kellermeister mit Bordelais-Erfahrung engagiert.
Außer dem Lesegut der eigenen Rebflächen wird noch solches von Vertragswinzern zugekauft, sodass die insgesamt nutzbare Rebfläche für Château Ksara über 300 Hektar beträgt. Fast die Hälfte der Produktionsmenge geht in den Export, vor allem nach Frankreich.
Das unterirdische Kellersystem, in dem ganzjährig gleichbleibende Temperaturen von 11°−13° herrschen, ist auch eine Touristenattraktion, die jährlich über 40.000 Besucher anzieht. In den Kellern lagern auch einige tausend Flaschen sehr alter Ksara-Jahrgänge. Die ältesten stammen aus dem Jahr 1918.

## Lage, Böden und Klima

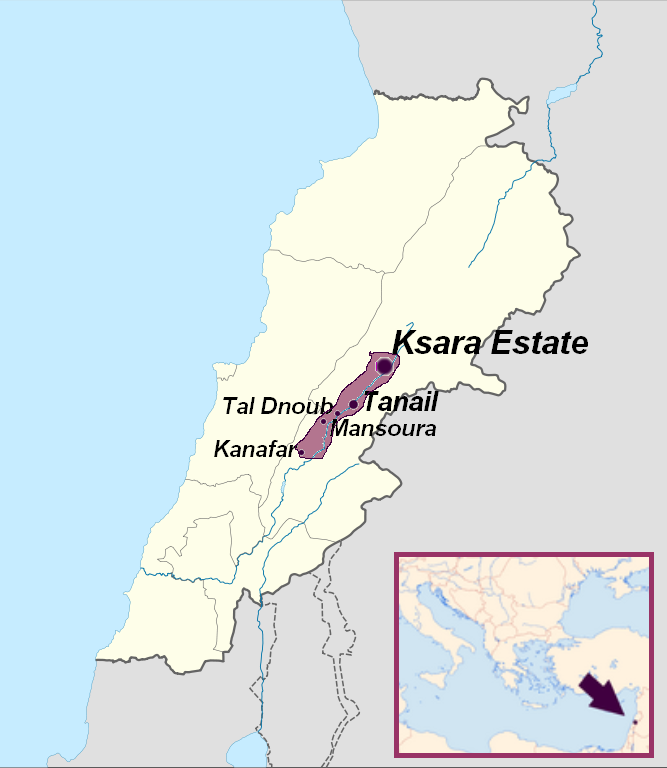
Region und wichtigste Rebflächen der Kellerei. Dazu werden Trauben von Vertragswinzern aus dem markierten Gebiet verwertet

Die Rieden dieses Weingutes liegen an den östlichen und westlichen Rändern der nördlichen bis mittleren Bekaa-Ebene auf durchschnittlich 1200 Metern. Das Klima ist annähernd kontinental mit sehr heißen, trockenen Sommern und kühlen Wintern. Im Sommer erreichen die Tagesspitzenwerte über 30 °C, die Nächte kühlen jedoch bis auf 15 °C ab. Die Gesamtniederschlagsmenge beträgt etwa 700 Millimeter und fällt in der letzten Herbsthälfte, im Winter und in den ersten Frühlingswochen. Die Ventilation ist durch die vor allem in den Morgen- und Abendstunden auftretenden, kühlen Brisen sehr gut. Der wichtigste Bodentyp ist die im Mittelmeerraum häufig anzutreffende Terra rossa, ein oft ziegelrot gefärbter Lehm-Kalksteinboden. Das trockene Sommerklima, das der Entwicklung von Krankheiten, insbesondere von Mehltau und Botrytis sehr abträglich ist, ermöglicht einen äußerst sparsamen Einsatz von Pflanzenschutzmitteln.

## Reben
Neben den einheimischen Reben Obaidy und Merwah, die vor allem zur Arakproduktion dienen und die Grundweine für die Brandydestillation liefern, sind die Rieden des Gutes vor allem mit Cabernet Sauvignon, Merlot, Cabernet Franc, Syrah, Mourvèdre, Tempranillo, Grenache, Carignan, Petit Verdot und Cinsault an Rotweinsorten und mit Chardonnay, Sauvignon Blanc, Sémillon, Gewürztraminer, verschiedenen Sorten aus der Muskatfamilie, Clairette Blanche und Ugni Blanc an Weißweinsorten bestockt. Besondere Bedeutung hat auch die seltene Arinarnoa, eine Kreuzung aus Merlot und Petit Verdot. Die Hektarerträge sind von Sorte zu Sorte unterschiedlich, werden jedoch selbst bei den reichtragenden Sorten kellereiintern mit maximal 45 Hektoliter/Hektar limitiert.

## Weine
Das Portfolio der Kellerei ist entsprechend der großen Rebenvielfalt umfangreich. Rotweine machen etwa 65 %, Weißweine 20 % und Rosés 15 % der Gesamtproduktion aus. 2004 produzierte die Kellerei etwa 2 Mio. Flaschen.
Das Spitzenprodukt ist der Château Ksara Rouge, eine Cuvée aus 60 % Cabernet Sauvignon, 30 % Merlot und 10 % Petit Verdot, die zumindest 18 Monate in Fässern aus französischer Eiche reift, bevor sie auf Flaschen gezogen wird. Neben einer Reihe von auch jung zu trinkenden, frischen und eher leichten Cuvées unterschiedlicher Zusammensetzung ist noch ein sortenreiner Cabernet Sauvignon und eine Cuvée aus Cabernet Sauvignon und Arinarnoa erwähnenswert, die unter dem Namen Le Souverain in den Handel gelangt. Wirtschaftliches Rückgrat der Kellerei ist jedoch der Rotwein Reserve du Couvent, von dem jährlich über 500.000 Flaschen abgefüllt werden. Die Cuvée aus 40 % Syrah und je 30 % Cabernet Sauvignon und Cabernet Franc ist wegen ihres relativ günstigen Preis-Leistungs-Verhältnisses vor allem in der Gastronomie sehr beliebt.
Unter den Weißweinen ist die Cuvée Château Ksara Blanc de Blancs (50 % Sauvignon und zu je 25 % Sémillon und Chardonnay) das Spitzenprodukt. Erwähnenswert ist weiters ein sortenreiner Chardonnay, der ausschließlich von Trauben aus den besten Lagen aus über 1400 Metern Höhe gekeltert wird.
Daneben werden einige Rosé-Weine angeboten, von denen Rosé de Ksara, ein Verschnitt aus Cinsault, Cabernet Sauvignon und Syrah, der bekannteste ist.
Des Weiteren bietet die Kellerei einen aus Muscat Blanc à petit grains und Gewürztraminer hergestellten, gespriteten Süßwein an, der unter dem Namen Moscatel vermarktet wird. Die bereits rosinierten Trauben für diesen trotz seiner Süße überraschend frischen, goldgelben Wein, werden erst im November gelesen. Die früheren Jahrgänge wiesen einen hohen Alkoholgrad von 18 Volumenprozent auf, in letzter Zeit wird jedoch auf wesentlich geringere Alkoholgrade Wert gelegt.
Wie alle libanesischen Großkellereien stellt auch Château Ksara einen Ksarak genannten Arak und gelegentlich bemerkenswerte Weinbrände her.